# Édouard Henry
 (juillet 2012).
Si vous disposez d'ouvrages ou d'articles de référence ou si vous connaissez des sites web de qualité traitant du thème abordé ici, merci de compléter l'article en donnant les références utiles à sa vérifiabilité et en les liant à la section « Notes et références ».
Édouard Henry, est un sportif français, né le 6 juin 1980 à Vesoul.

## Biographie

### Jeunesse
Avant de découvrir le parachutisme, Edouard Henry pratique principalement le judo, il est notamment ceinture noire deuxième dan, mais aussi la lutte, la planche à voile et le snowboard.

### Retour au parachutisme

#### Côté professionnel
En 2006, Ludovic, un ami le fait entrer dans une entreprise de fabrication de parachutes, au Luc.
En 2007, il crée en parallèle de son emploi, la société Sky Spirit, l'activité étant la réparation et l'entretien du matériel de parachutisme.
En 2008, afin d'évoluer dans la conception de parachute tandem (biplace), il passe le diplôme de parachutiste professionnel et la qualification tandem. Avec Ludovic, ils quittent la société et se consacrent pleinement à Sky Spirit. Edouard profite de cette période pour passer son brevet d'état de parachutisme et la qualification tandem.
Edouard Henry effectue désormais des baptêmes de chute libre sur la zone de parachutisme du Luc.

#### Côté sportif
Avec la création de la société Sky Spirit, Edouard et Ludovic, son associé, créent une équipe de freestyle. Ludovic en est le cadreur et Edouard le performeur. Ils obtiennent la première place à la coupe de France N2 et la troisième place aux championnats de France N2 en 2008. Pour des raisons personnelles, Ludovic décide de cesser la compétition.
Pour continuer la compétition, Edouard devient partenaire de Lucas et Pierre en freefly. Ils terminent seconds à la coupe de France de freefly en N2 et troisième aux championnats de France de freefly en N2 en 2009.
Edouard Henry participe à la création d'une nouvelle équipe dans la discipline du vol relatif vertical : Fullpatate.

### Création de l'équipe Fullpatate
En 2009, avec d'autres parachutistes (Roland Garnier, Nicolas Campistron, Aurélien Saunier et David Petracco), ils créent les FullPatate, équipe de vol relatif vertical. Leur objectif est de remporter la Coupe du monde deux ans plus tard. Avec cette équipe et les différents résultats obtenus sur le plan national, Edouard est inscrit sur la liste des athlètes de haut niveau de parachutisme. Fullpatate sera nommée équipe de France no 2.
Au cours de ces 2 années, Aurélien et David quittent l'équipe et c'est Adrien Pascal (cadreur) et Gregory Magal qui les remplacent; suivi de Cyril Magal qui intègre l'équipe après le départ de Garnier Roland en 2013.
En 2011, l'objectif est réalisé et l'équipe termine deuxième de la coupe du monde à Sarrelouis, en Allemagne, derrière l'équipe de France no 1.
En 2012, il devient champion du monde de VRV Outdoor à DUBAÏ avec l'équipe TEAM4SPEED composée de Raphael COUDRAY, Julien GUIHO, Frédérci NENET, Yannick POLETTI et Nicolas RATIER.
En 2015, il devient champion du monde de VRV Indoor (les premiers de l'histoire) à Prague avec l’équipe TRANSFERT composée de Emmanuelle DRONEAU, Nicolas CAMPISTRON, Gregory MAGAL et Mickael MELO.
En 2017, il redevient champion du monde de VRV Indoor à LAVAL au Canada Prague avec l’équipe FullSpeed composée de Mickael MELO, Frédéric NENET et Raphael COUDRAY.

## Palmarès
- 2017
  - Champion du monde de VRV Indoor à LAVAL avec l'équipe Fullspeed
- 2015
  - Champion du monde de VRV Indoor à PRAGUE avec l'équipe TRANSFERT
- 2012
  - Champion du monde de VRV Outdoor à DUBAÏ avec l'équipe Team4Speed
- 2011[1]
  - 2e de la Coupe du monde de VRV Outdoor à Sarrelouis en Allemagne avec l'équipe FULLPATATE
  - 2e des Championnats de France de VRV
- 2010[1]
  - Vainqueur de la Coupe de France de VRV
  - 2e des Championnats de France de VRV
- 2009[1]
  - 2e de la Coupe de France de freefly N2 ;
  - 3e des Championnats de France de freefly N2 à Grenoble ;
- 2008[1]
  - Vainqueur de la Coupe de France de freestyle N2 ;
  - 3e des Championnats de France de freestyle N2.